# Buđ
Buđ (cyr. Буђ) – wieś w Bośni i Hercegowinie, w Republice Serbskiej, w mieście Sarajewo Wschodnie, w gminie Pale. W 2013 roku liczyła 26 mieszkańców.